# Un uomo senza tempo/Un attimo
Un uomo senza tempo/Un attimo, pubblicato nel 1970, è un 45 giri della cantante italiana Iva Zanicchi.

## Tracce
Lato A
- Un uomo senza tempo - 3:35 - (Piero e José - Lombardi Ettore)

Lato B
- Un attimo - 3:07 - (R. Vecchioni - A. Lo Vecchio - G. F. Intra)